# Vári György (labdarúgó)
Vári György (1937 –) labdarúgó, csatár.

## Pályafutása
A Vasas csapatában mutatkozott be az élvonalban 1957. október 13-án a Ferencváros ellen ahol csapata 3–2-es vereséget szenvedett. Két idény alatt mindössze tíz mérkőzésen lépett pályára és három gólt szerzett. 1959 és 1962 a Győri Vasas ETO, 1962 és 1964 között a Pécsi Dózsa játékosa volt. 1965-ben az akkor másodosztályú Diósgyőrhöz szerződött. 1965. november 14-én az MNK döntőben a Győri Vasas ETO-tól 4–0-s vereséget szenvedett csapata. Az 1966-os idényben az élvonalba visszajutott csapatban csak két alkalommal jutott szóhoz. 1967-ben visszaszerződött a fővárosba a VM Egyetértéshez. Élvonalbeli pályafutását itt fejezte be 1969. szeptember 3-án az Egri Dózsa ellen, ahol csapata 3–0-s győzelmet aratott.

## Sikerei, díjai
- Magyar bajnokság
  - 4.: 1958–59
- Magyar Népköztársasági Kupa (MNK)
  - döntős: 1965